# Франц, Курт
Курт Хуберт Франц (нем. Kurt Hubert Franz, 17 января 1914, Дюссельдорф, Германская империя — 4 июля 1998, Вупперталь, Германия) — унтерштурмфюрер СС, участник операции Рейнхарда и программы Т-4 по уничтожению людей с психическими расстройствами и умственно отсталых, комендант лагеря смерти Треблинка.

## Биография
Курт Франц родился 17 января 1914 года в семье торговца. Восемь лет посещал народную школу в Дюссельдорфе, после чего работал посыльным. В 1929 году поступил на работу в ресторан Hirschquelle, где учился на повара, потом работал в ресторане Wittelsbacher Hof.
Около полугода Франц состоял в молодежной организации Киффхойзер, после чего в октябре 1932 года отправился в лагерь добровольной трудовой службы (FAD) в Ратингене. Весной 1934 года перешел в лагерь трудовой службы в Бад-Хоннефе. В октябре 1934 года ушел с добровольной трудовой службы. До октября 1935 года работал у мясника Штольмана в Дюссельдорфе. В октябре 1935 года был призван на военную службу в 6-й артиллерийский полк в Миндене. Во время службы он некоторое время работал поваром. К моменту демобилизации с военной службы через два года имел звание старшего наводчика.
Уже во время службы в армии Франц подал заявление о зачислении в отряды СС «Мёртвая голова» (личный номер 319906). В 1937 году был принят в 3-й штандарт СС «Тюрингия», который находился во Франкенберге, а затем в Веймаре. После прохождения базовой подготовки служил в качестве инструктора для новобранцев и повара. Кроме того, Франц нес караульную службу в концлагере Бухенвальд, где с 1941 года служил на вещевом складе.
В конце 1939 года, примерно в октябре или ноябре 1939 года, он вместе со своими товарищами по СС Фрицем Йирманом и Гербертом Флоссом был отправлен в Берлин, где должен был явиться в канцелярию имперского руководителя здравоохранения Леонардо Конти. Франц был проинформирован тогдашним штандартенфюрером СС Вернером Бланкенбургом о проведении программы эвтаназии по приказу фюрера. Франц служил поваром в центрах эвтаназии Графенек в центре Хартхайм близ Линца, Зонненштайн близ Пирны в Саксонии и Бранденбург. В конце 1941 года был направлен на работу поваром в рейхсканцлярию.
После присвоения ему 20 апреля 1942 года звания обершарфюрера СС Франц был переведён в Люблин и поступил на службу в охрану лагеря уничтожения Белжец для проведения операции Рейнхард по систематическому убийству евреев и цыган на территории оккупированной Польши. До середины 1942 года находился в Белжеце, после чего был переведён в лагерь уничтожения Треблинка, где был назначен заместителем коменданта лагеря Франца Штангля. 21 июня 1943 года был произведён в унтерштурмфюреры СС. После увольнения Штангля Франц с августа по ноябрь 1943 года занимал пост коменданта лагеря.
При прибытии транспортов с заключенным в лагерь Франц лично участвовал в разгрузке эшелонов и отборе стариков, больных и немощных, отбирал евреев для работы и руководил их отправкой в газовые камеры. Если евреи недостаточно быстро выполняли его приказы или оказывали иное сопротивление, он жестоко избивал их кнутом или кулаками, натравливал на них собаку Барри. Франц лично расстреливал заключенных и применял к ним телесные наказания.
После ликвидации Треблинки Франц был переведён в качестве инструктора в стрелковую школу в Триесте, а затем в Горицию, где ему предстояло создать новую подобную школу. В конце 1944 года был ранен в бою с партизанами. После выздоровления он некоторое время работал в охране железнодорожной линии Гориция - Триест.
Перед окончанием войны Франц прибыл к своей жене, которая была эвакуирована в Арнштадт. В Тюрингии он попал в американский плен, из которого ему вскоре удалось бежать. Он вернулся в свой родной город Дюссельдорф и 26 июня 1945 года зарегистрировался в бюро по трудоустройству под своим настоящим именем. В течение следующих трех лет работал на строительстве мостов. С 1949 года и до своего ареста 2 декабря 1959 года Франц работал поваром.
На процессе по делу о преступлениях в Треблинке Франц был приговорен земельным судом Дюссельдорфа к пожизненному заключению 3 сентября 1965 года за пособничество в убийстве не менее 300 000 человек, за убийство в 35 случаях 139 человек и за покушение на убийство. При вынесении приговора суд обвинил его в «почти сатанинской жестокости», «необычайно большой преступной энергии» и «безжалостности по отношению к жертвам». Из-за преклонного возраста и по состоянию здоровья Франц был освобожден в 1993 году. Франц жил с женой в Ратингене и умер 4 июля 1998 года в доме для престарелых в Вуппертале.
В документальном фильме 1998 года «Убийство евреев - доклады немцев и австрийцев» бельгийскому режиссеру Мишелю Александру удалось взять интервью у Курта Франца, отбывавшего наказание в тюрьме в Ремшайде о его деятельности в Треблинке. В книге, выпущенной к фильму, интервью с Францем, взятое в фильме, также было полностью напечатано.
Широкую известность получил альбом Франца с фотографиями, сделанными им в Треблинке, под названием «Прекрасные времена», изъятый при обыске в его квартире в 1959 году.